# Franco Bonanini
Franco Bonanini (né le 7 novembre 1952 à Riomaggiore) est une personnalité politique italienne, ancien membre du Parti démocrate jusqu'en 2011, puis candidat de Forza Italia en 2014.

## Biographie
Ancien président du parc national des Cinque Terre, jusqu'au 29 septembre 2010, Franco Bonanini devient député européen en avril 2013 et figure parmi les non-inscrits au Parlement européen. Il n'est pas réélu en 2014 avec Forza Italia.